# Crazy, Stupid, Love.

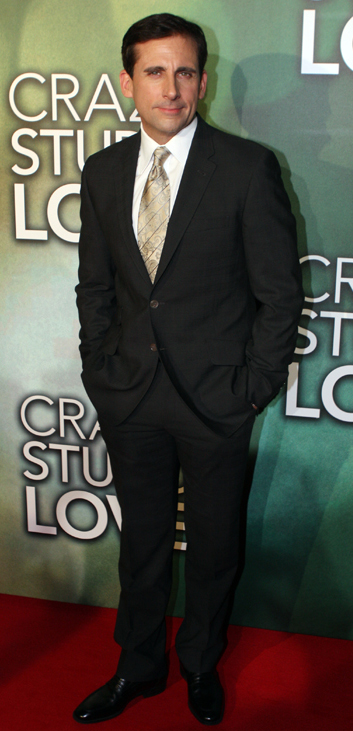
Steve Carell bij de Australische première voor Crazy, Stupid, Love. in 2011

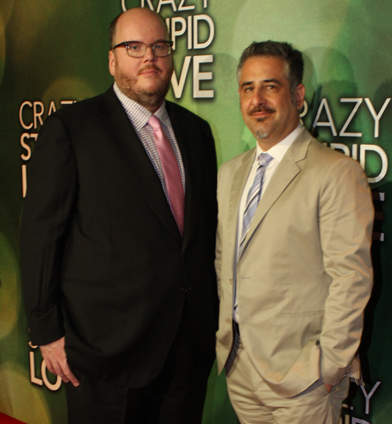
John Requa en Glenn Ficarra bij de Australische première voor Crazy, Stupid, Love. in 2011

Crazy, Stupid, Love. is een Amerikaanse romantische komedie uit 2011 geregisseerd door Glenn Ficarra en John Requa. De film werd geproduceerd door Steve Carell, die ook de hoofdrol speelde, en Denise Di Novi, naar een scenario van Dan Fogelman. Naast Carell speelden ook Ryan Gosling, Julianne Moore, Emma Stone, John Carroll Lynch, Analeigh Tipton, Marisa Tomei en Kevin Bacon belangrijke rollen. De film werd zowel door critici als door het publiek redelijk tot goed ontvangen.

## Verhaal
Cal Weaver (Steve Carell) is een man van middelbare leeftijd die erachter komt dat zijn vrouw Emily (Julianne Moore) vreemd is gegaan met een collega, David Lindhagen (Kevin Bacon), en een scheiding wil. Cal verhuist naar zijn eigen flat en gaat elke avond zonder veel succes naar de kroeg. Bij het uitgaan ontmoet hij Jacob Palmer (Ryan Gosling), een succesvolle rokkenjager. Jacob besluit Cal onder zijn hoede te nemen en hem te leren hoe hij vrouwen kan versieren. Cal heeft meerdere onenightstands, onder anderen met Kate (Marisa Tomei), die later de lerares van zijn zoontje Robbie (Jonah Bobo) blijkt te zijn. Als Emily hierachter komt begint ze een serieuze relatie met David.
Jacob intussen krijgt het na enkele mislukte avances eindelijk voor elkaar om de mooie Hannah (Emma Stone) te versieren. Maar als ze met hem mee naar huis gaat, praten ze de hele nacht in plaats van de geplande onenightstand. Ze krijgen een relatie. Robbie is intussen verliefd op de 17-jarige babysitter Jessica Riley (Analeigh Tipton), die op haar beurt weer verliefd is op vader Cal.
Terwijl Cal en Emily proberen hun relatie toch nog een keer nieuw leven in te blazen komen Jacob en Hannah op bezoek en het blijkt dat Hannah de dochter is van Cal en Emily. Cal wordt boos op womanizer Jacob en wil dat die zijn dochter voortaan met rust laat. Intussen komt ook Jessica's vader langs, nadat die ontdekt heeft dat Jessica naaktfoto's van zichzelf heeft gemaakt voor Cal, hij valt de vermeende minnaar van zijn dochter aan. Tot slot komt ook David nog langs waarna er een even chaotische als knullige knokpartij ontstaat.
Terwijl Cal weer veel tijd aan de bar doorbrengt, biecht Jacob op dat hij echt verliefd is op Hannah. Robbie moet op school een speech houden, waarin hij een pessimistisch beeld van de liefde schets. Cal onderbreekt hem en vertelt aan de school dat hij nog steeds van Emily houdt. Robbie vertelt de hele school dat hij verliefd is op Jessica. Vader en zoon ontvangen een groot applaus. Cal accepteert eindelijk de relatie tussen Jacob en Hannah en Jessica geeft haar naaktfoto's aan de puberende Robbie.

## Rolverdeling
| Acteur                 | Personage                |
| ---------------------- | ------------------------ |
| Steve Carell           | Cal Weaver               |
| Ryan Gosling           | Jacob Palmer             |
| Julianne Moore         | Emily Weaver             |
| Emma Stone             | Hannah Weaver            |
| Analeigh Tipton        | Jessica Riley            |
| Jonah Bobo             | Robbie Weaver            |
| Joey King              | Molly Weaver             |
| Karolina Wydra         | Jordyn                   |
| Marisa Tomei           | Kate Tafferty            |
| Julianna Guill         | Madison                  |
| John Carroll Lynch     | Bernie Riley             |
| Beth Littleford        | Claire Riley             |
| Kevin Bacon            | David Lindhagen          |
| Liza Lapira            | Liz                      |
| Josh Groban            | Richard                  |
| Richard Steven Horvitz | Hardware Store Assistant |